# Escapolita
L'escapolita, o grup de l'escapolita, és un grup de silicats complexos de calci i sodi, que pertanyen al subgrup dels tectosilicats, de fórmula química entre Na₄Al₃Si9O24 i Ca₄Al₆Si₆O24CO₃. Va ser anomenada així l'any 1800 per José Bonifácio de Andrada e Silva. El terme català escapolita prové del grec skapos (tija) i lithos (pedra), perquè en alguns casos es presenta en forma de llargs cristalls estriats.

Wernerita fluorescent, varietat d'escapolita

L'escapolita és considerada producte de la sèrie de solució sòlida que es produeix entre la marialita i la meionita. El terme es refereix generalment només a aquesta sèrie, no el grup escapolita sencer, per la qual s'exclou la silvialita. S'utilitza com un terme genèric quan la composició química exacta de la sèrie de solució sòlida no ha estat determinada. Es pot alterar en pinita.

## Grup escapolita
El grup escapolita està format per cinc espècies minerals i les seves varietats (kembleïta).
| Mineral    | Fórmula                      | Simetria        |
| Algerita   | Ca₄Al₆Si₆O24CO₃              |                 |
| Marialita  | Na₄Al₃Si9O24Cl               | Tet. 4/m : I4/m |
| Meionita   | Ca₄Al₆Si₆O24CO₃              | Tet. 4/m : I4/m |
| Escapolita | Sèrie marialita-meionita     | Tet.            |
| Silvialita | (Ca,Na)₄(Al₆Si₆O24)(SO₄,CO₃) | Tet. 4/m : I4/m |

## Galeria

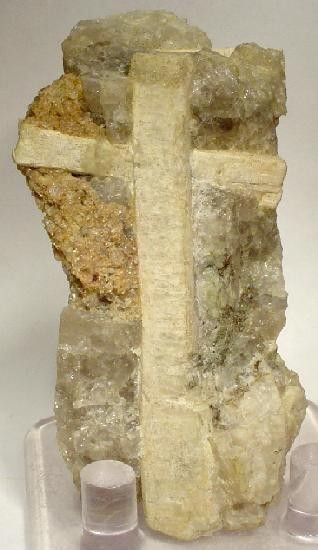
Meionita sobre quars
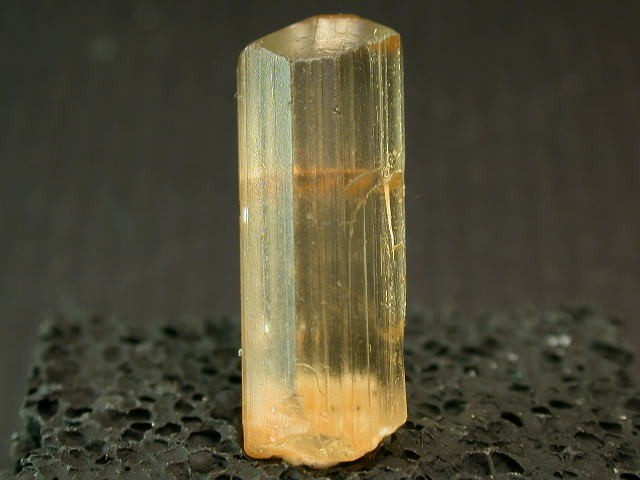
Marialita

## Varietats
- La petschita, un nom comercial per l'escapolita porpra de Tanzània.[3]
- La wernerita, un element intermedi de la sèrie marialita-meionita, que pot ser mereixedora de la condició d'espècie.[4]